# Liste der Monuments historiques in Glanon
Die Liste der Monuments historiques in Glanon führt die Monuments historiques in der französischen Gemeinde Glanon auf.

## Liste der Objekte
| Bezeichnung | Beschreibung                               | Standort                       | Kennzeichnung | Schutzstatus | Datum | Bild |
| ----------- | ------------------------------------------ | ------------------------------ | ------------- | ------------ | ----- | ---- |
| Pietà       | Kalkstein, farbig gefasst, 16. Jahrhundert | in der Kirche St-Marcel (Lage) | PM21001291    | Classé       | 1962  |      |